# If I Ever Lose My Faith in You
"If I Ever Lose My Faith in You" é uma canção gravada pelo músico inglês Sting. Foi o segundo single de seu álbumTen Summoner's Tales e foi lançada em 1993. Alcançou um sucesso moderado em muitos países, atingindo o número 17 nos EUA. Billboard Hot 100. Ela continua sendo uma das canções assinatura do Sting.
Em 1994, a canção fez com que Sting ganhasse um Grammy Award pela melhor performance vocal pop masculina. Ele também foi indicado para duas premiações: Record of the Year e Song of the Year.
Ela foi incluída em todos os álbuns de compilação do Sting desde o seu lançamento, ou seja, Fields of Gold: The Best of Sting 1984-1994 and The Very Best of Sting & The Police.

## Regravações
Em 2009, o trompetista Chris Botti regravou a canção com Sting nos vocais. A canção foi lançada para o Chris Botti: Live in Boston.

## Lista de faixas
CD maxi
1. If I Ever Lose My Faith in You — 4:29
2. Message in a Bottle [Unplugged] — 5:20
3. Tea in the Sahara [Unplugged] — 4:25
4. Walking on the Moon [Unplugged] — 5:06

CD single 1
1. If I Ever Lose My Faith in You — 4:29
2. All This Time — 5:20
3. Mad About You — 4:24
4. Every Breath You Take — 5:06

CD single 2
1. If I Ever Lose My Faith in You — 4:33
2. Message in a Bottle — 5:47
3. Tea in the Sahara — 4:43
4. Walking on the Moon — 2:56

CD maxi - Picture disk USA  A&M Records #31458-0111-2
1. If I Ever Lose My Faith in You — 4:29
2. Everybody Laughed But You — 3:51
3. January Stars — 3:50
4. We Work The Black Seam [Alternate Version] — 6:08

## Créditos
- Projetada e mixada por Hugh Padgham
- Assistentes : Pete Lewis and Simon Osborne
- Harmônica por Sting
- Teclados por David Sancious
- Bateria POR Vinnie Colaiuta
- Violão por Dominic Miller
- Sequências de performance dirigidas por Milton Lage (faixas: 2 to 4)
- Percussão e vocais de apoio por Vinx (faixas: 2 to 4)
- Piano por David Sancious (faixas: 2 to 4)
- Vocais, Violão e Baixo por Sting
- Produtor executivo : Joel Gallen (faixas: 2 to 4)
- Produzida por Hugh Padgham e Sting (faixa 1) Alex Coletti (faixas: 2 to 4)